# Willy Kyrklund
Willy Kyrklund, né le 27 février 1921 à Helsinki et mort le 27 juin 2009 à Uppsala, est un écrivain finlandais, écrivant en suédois.

## Biographie
Fils d'un ingénieur, il déménage de la Finlande à la Suède en 1944. Pendant ses études, Willy Kyrklund étudie le chinois, le russe, le persan, les mathématiques et l'informatique.
Ses œuvres de fiction sont résolument modernistes : ses premiers textes s'apparentent à des récits surréalistes dans lesquels l'histoire est jalonnée par un symbolisme qui contribue à créer un mélange détonant d'une amère ironie. Cependant, contrairement au surréalisme, les œuvres de Kyrklund n'ont jamais recours à l'automatisme et sont, au contraire, mûrement réfléchies. Toutes ces caractéristiques rapprochent les récits de Kyrklund de l'univers romanesque d'un Torgny Lindgren.
Les thèmes récurrents sont l'inutilité et l'impuissance où le bien et le mal sont renvoyés dos-à-dos dans une grisaille insaisissable et parfois volontairement incompréhensible. L'homme n'est pas né pour le péché ; il n'y a pas le choix, et le péché devient inévitable. Souvent les actions pécheresses s'imposent, tandis que le pécheur observe sa présence dans la confusion, l'incompréhension et en ayant conscience de son incapacité à changer le cours des événements. Kyrklund réussit cependant à dépeindre ses personnages avec une grande empathie et beaucoup d'indulgence. Il pose un regard sans moralisme, mais en conservant la distance de l'observateur. Dans ses histoires apparaissent souvent les motifs classiques et pérennes de la Bible et de l'Antiquité.
En 1959, Kyrklund a publié Till Tabbas (Vers Tabbas), un récit de voyage sur son séjour en Iran.
Ses œuvres sont traduites en français, allemand et finnois. Certaines œuvres, qu'il a initialement écrites en prose, ont été adaptées par ses soins pour le théâtre.
Il obtient le grand prix des Neuf en 1965 et le prix nordique de l'Académie suédoise en 2001.

## Œuvre

### Recueils de nouvelles
- Ångvälten (1948)
- Hermelinens död (1954)
- Den överdrivne älskaren (1957)

### Romans et récits
- Tvåsam (1949)
- Solange (1951)
- Mästaren Ma (1952)
- Polyfem förvandlad (1964)
- Den rätta känslan (1974)
- Gudar och människor: en myt (1978)
- Zéb-unnisa: en anekdot (1978)
- 8 variationer (1982)
- Elpёnor  (1986)
- Om godheten (1988) Publié en français sous le titre De la bonté, traduit par Philippe Bouquet et Yannick Orfèvre, Paris, Christian Bourgois éditeur, coll. « Bibliothèque Lettre internationale », 1992, 96 p.  (ISBN 2-267-00978-1)
- Språket som artefakt (1992)

### Théâtre
- Vinkruset 1946
- Komedi för narr och ensemble 1950
- Från Bröllopet till Medea. Tre pjäser (1967) Publié en français sous le titre Médée l’étrangère, traduit par Carl Gustav Bjurström et Jean Queval, Paris, Éditions Gallimard, coll. « Théâtre du monde entier », 1970, 87 p. (BNF 35202994)

### Journaux de voyage
- Aigaion (1957)
- Till Tabbas (1959)